# Hans van de Haar (bridger)

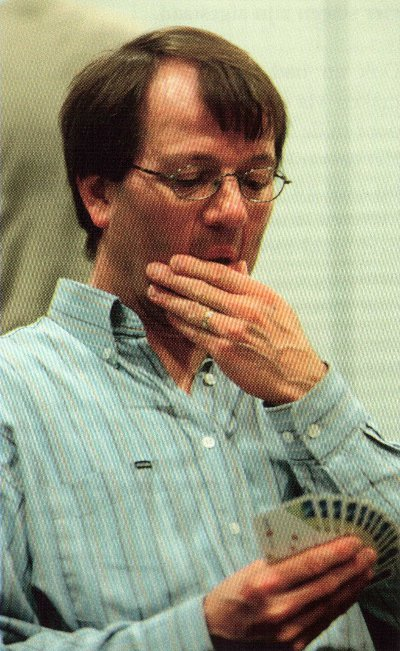
2009

Johannes Barte "Hans" van de Haar (Zaandam, 4 mei 1954 - Den Haag, 14 juli 2012) was een Nederlandse bridger en bridgeleraar.
Hoewel Hans in Zaandam werd geboren, groeide hij op in Heerlen en volgde hij een studie aan de verkeersacademie in Tilburg. Maar zijn passie voor bridge overheerste en hij verhuisde naar Den Haag waar hij een baan kreeg bij de Bridgebond, die toen kantoor hield aan het Emmapark in het Bezuidenhout. Hij werkte er tot 1987.

## Speler
Hij speelde voor bridgeclub Het HOK. In de jaren 80 speelde van de Haar met Hans Kreijns en in de jaren 90 diverse jaren met zijn echtgenote Mariemme. In die tijd speelde hij ook een paar jaar met Michel Jialal; met hun gecompliceerde variant van de Poolse Klaveren wonnen zij 10 maal op rij de biedwedstrijd van het blad Bridge. In het nieuwe millennium werd het partnership met Jialal hernieuwd; spelend voor het Haagse VIVA werd in 2004 de halve finale bereikt. Zijn vaste partner was Willem Gosschalk.

### Palmares

#### Meesterklasse-viertallen
- 1985: Studiecentrum: 2de met Hans Kreijns - Enri Leufkens - Berry Westra
- 1986: Studiecentrum: 2de met Kreijns - Leufkens - Westra
- 2004: VIVA: 3de met Meijs - ter Laare - Michel Jialal
- 2008: HOK Amsterdam: 2de met Willem Gosschalk - André Mulder - Pieter-Bas Wintermans
- 2009: HOK Amsterdam: 3de met Gosschalk - Mulder - Wintermans

#### Meesterklasse-paren
- 1984: 3e met Willem Gosschalk
- 1985: 2e met Hans Kreijns
- 1986: 2e met Hans Kreijns
- 1995: 3e met Jean Paul Vis
- 2007: 2e met Willem Gosschalk
- 2010: 1e met Willem Gosschalk

#### Toernooien
- 1986: Hoechst-toernooi in het Kurhaus in Scheveningen: winnaar met Kreijns - Leufkens - Westra
- 1986: Caransatoernooi in Amsterdam: 2de met Kreijns - Leufkens - Westra
- 1996: Nationale Nederlanden in Zoetermeer: winnaar met Joop Meijs - Albert Krijgsman - Michel Jialal

## Blue Club
In de Javastraat in Den Haag is de Bridgesociëteit Blue Club, vernoemd naar het Blue Club biedsysteem van het Italiaanse team dat op 27 februari 1987, toen Van de Haar de club oprichtte, superieur was. Zijn echtgenote Mariemme bedacht de naam voor de in een monumentaal en sfeervol pand gevestigde sociëteit.
De club begon op de Statenlaan, speelde tussendoor een jaar in café Emma aan het Regentesseplein en daarna vier jaar in  bridgesociëteit de Rijnstroom aan de Harstenhoekweg. Op 12 juli 1989 werd Bridgevereniging Blue Club opgericht, waarvan de leden op woensdagavond bridgecompetitie spelen. 

In 1993 betrok de Blue Club de huidige locatie aan de Javastraat. Er worden bridgelessen gegeven en op dinsdag en vrijdag bridgedrives georganiseerd. Woensdagavond wordt er competitie gespeeld door BV Blue Club, die een ledenstop kent.
In 2010 kreeg Van de Haar te horen dat hij longkanker had. Hij kreeg diverse kuren en hij hield zich lang staande. Hij nam er een partner bij voor de Blue Club, Peter Eversteijn, die als vennoot sinds 1 september 2011 de dagelijkse gang van zaken en het geven van bridgelessen heeft overgenomen. 

#### Artikelen
- Beuken met de Bolle (pdf)[dode link]
- Hans van de Haar over Hans Kreijns
- AD van 30 juli 2012
- Twee spellen